# Хавријил Нађ
Хавријил Х. Нађ (Врбас, 17. април 1913 — 15. октобар 1983, Куцура) био је русински и југословенски лингвиста, учитељ, преводилац, песник.

## Биографија
Од 1932. до 1936. године студирао је на Универзитету у Београду на Филозофском факултету. По завршетку студија, предавао је у гимназији у Руском Крстуру, директор је постао крајем 1944. године (општине Кула и Куцура (1954-1979), предавао је и на Вишој педагошкој школи у Новом Саду од 1948. године. до 1954. године.
Први чланак му је објављен у Русинском календару за 1935. годину, а први сонет „Тамо“ у Русинском календару за 1978. годину. 
Написао је радове о граматици, методици наставе матерњег језика и правописа „За наш правопис” (1950), које су уврштене у књигу „Лингвистички чланци и исправка” (1983). Године 1945. постао је један од првих чланова редакције недељника Руске слово. Био је народни посланик у Уставотворној скупштини Демократске федеративне републике Југославије. 
Истраживао је историју русинског језика у делу „Прилоги до историї руского язика“ (1988), резултат истраживања је закључак да су Русини Југославије део украјинског народа, а „русинска беседа“ се развила на основама украјинских дијалеката Карпата. Његово истраживање објављено је у Антологији руске поезије (Нови Сад, 1984).
Преводио је уметничка дела са руског, српског и хрватског на русински језик. Аутор је песама „Летње вече у пољу“, „Песма“, „Чујте браћо“ и низа сонета.
Преминуо је после дуге и тешке болести у Куцури 15. октобра 1983. године, где је и сахрањен. 